# Skeletal Family

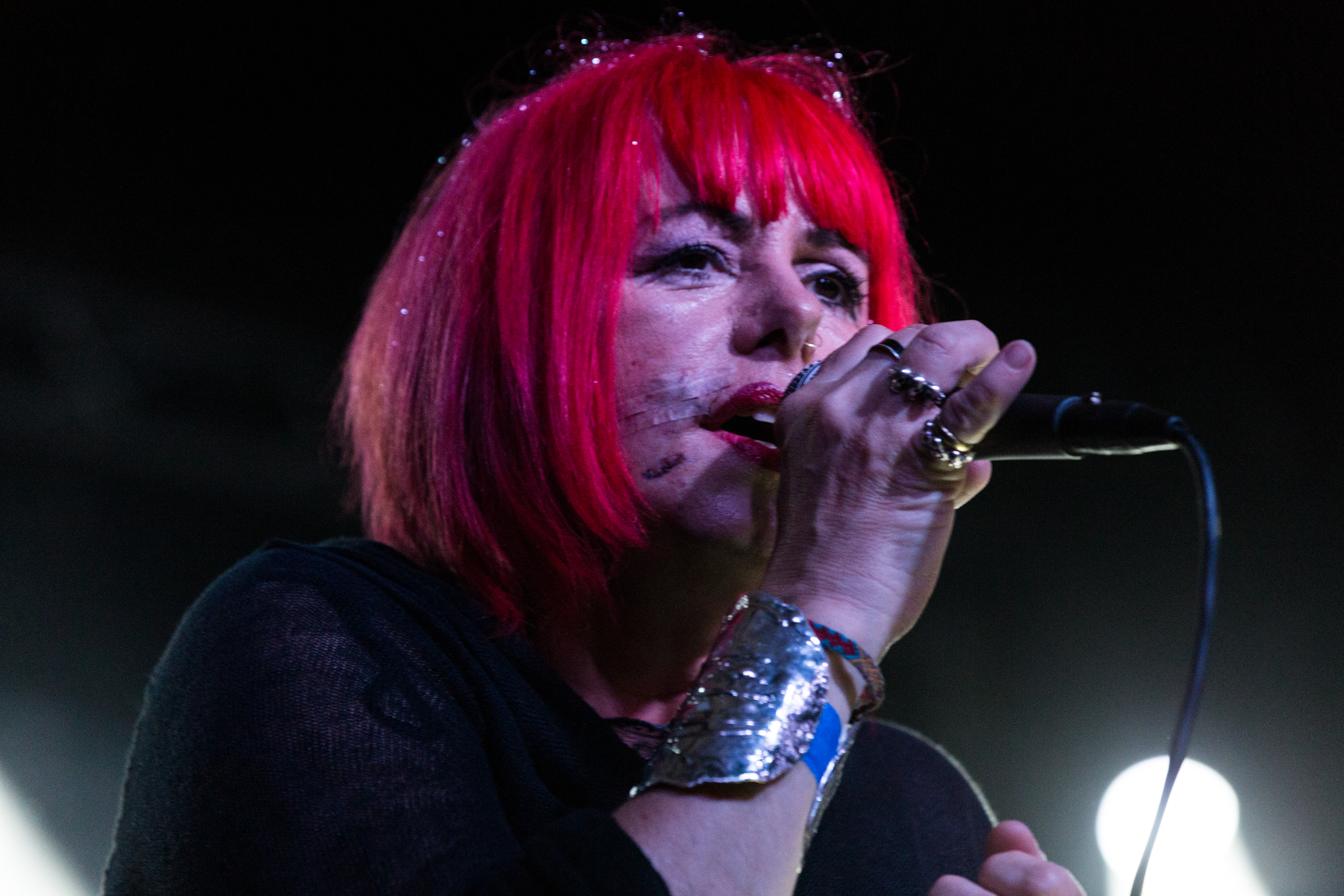
Anne-Marie Hurst beim Wave-Gotik-Treffen 2017 in Leipzig

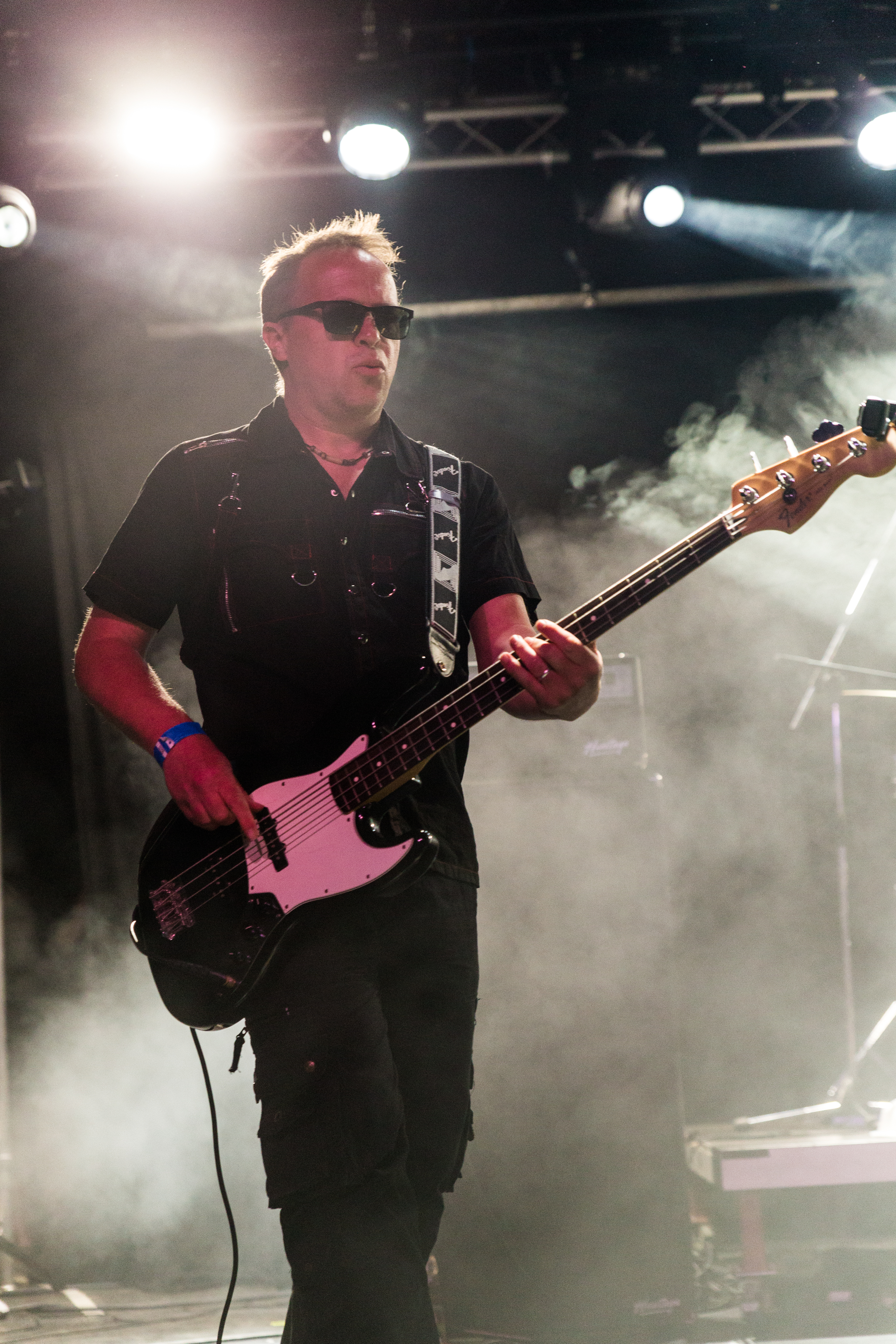
Johnny Lorrimer beim Wave-Gotik-Treffen 2017

Skeletal Family ist eine britische Rockband, die 1982 in Keighley gegründet wurde. Sie ging aus der Punk-Band The Elements hervor. Der neugewählte Name ist dem Song Chant of the Ever Circling Skeletal Family von David Bowie entliehen. Ursprünglich konnte die Band als Gothic Rock klassifiziert werden, jedoch entfernte man sich von diesen Wurzeln in den späteren Jahren teilweise.

## Geschichte
Skeletal Family wurde im Dezember 1982 von Anne-Marie Hurst, Stan Greenwood, Roger „Trotwood“ Nowell, Steve Crane und Ian Taylor gegründet. Bereits ihre erste Single schaffte es in John Peels Radioshow, wodurch ein erster kleiner Erfolg in den britischen Indie-Charts möglich wurde. Außerdem spielte die Band als Support der Sex Gang Children.
Nach einigen Besetzungswechseln konnte dank des Erfolges der Single She cries alone das erste Album aufgenommen werden. 1984 erschien es unter dem Titel Burning Oil. Hierbei diente Ian Borrows, ehemals The Southern Death Cult, als Co-Produzent. Nun eröffnete sich der Skeletal Family die Möglichkeit, mit The Sisters of Mercy zu touren. So wurde die Gruppe erstmals einer größeren Öffentlichkeit bekannt und prompt erreichte das Debütalbum Platz 1 der Independent-Charts.
Im darauf folgenden Jahr erschienen sowohl das zweite Album Futile Combat als auch eine ihrer bekanntesten Singles: Promised Land. Trotz des Erfolges gab es Spannungen innerhalb der Band, die schließlich in den Ausstieg Anne-Marie Hursts mündeten. Sie startete gemeinsam mit The-Sisters-of-Mercy-Mitbegründer Gary Marx das Projekt Ghost Dance.
In Katrina Phillips konnte zwar eine neue Sängerin gefunden werden, jedoch sollte aus der Zusammenarbeit kein neues Album entstehen. Dennoch veröffentlichte die Band mit Restless und Just a Minute zwei Singles für Chrysalis Records, bevor sie 1987 das erste Mal auseinanderbrach.
2002 beschlossen Anne-Marie Hurst, Stan Greenwood, Trotwood und Martin Henderson, Skeletal Family wiederzubeleben. Jedoch mussten sowohl Hurst als auch ihre kurzzeitige erneute Nachfolgerin Katrina Phillips schon bald aus persönlichen Gründen wieder aussteigen. Erneut musste die Gruppe eine Sängerin finden. Schließlich fiel die Wahl auf Claire Bannister. Mit ihr wurde 2005 das erste Studioalbum seit 20 Jahren veröffentlicht: Sakura. Dies konnte noch im selben Jahr im Rahmen des Wave-Gotik-Treffens präsentiert werden. Bald darauf verließ Bassist Trotwood die Band, um sich auf seine Zusammenarbeit mit Paul Weller zu konzentrieren. Ein Ersatz konnte in Johnny Lorrimer gefunden werden. Mit ihm wurde 2009 auch das letzte Studioalbum unter dem Titel Songs of Love, Hope and Despair veröffentlicht. Im selben Jahr heirateten Schlagzeuger Henderson und Sängerin Bannister.
Etwa zur selben Zeit beschlossen Stan Greenwood und Anne-Marie Hurst, zwei der Gründungsmitglieder von Skeletal Family, wieder gemeinsam Musik zu machen. Dies sorgte für Spannungen insbesondere mit dem frischen Ehepaar. Zunächst wurde mit Trotwood ein weiteres Mitglied der ursprünglichen Besetzung zurückgewonnen, jedoch sollte es nicht zu den geplanten Reunion-Konzerten kommen. Die Differenzen zwischen alten und neueren Mitgliedern waren unüberwindbar und so lösten sich Skeletal Family zwei Monate nach der Veröffentlichung ihres letzten Albums schließlich erneut auf.
Nach einer Pause musizieren Hurst, Greenwood und Trotwood abermals gemeinsam – diesmal jedoch in Form von Hursts Solo-Projekt, wobei auch die alten, gemeinsamen Songs eine gewichtige Rolle spielen. Auch wurden einige Konzerte für 2010 angekündigt.
Im Jahr 2012 reformierten Hurst, Nowell und Greenwood Skeletal Family mit Owen Richards an der Gitarre und Adrian Osadzenko am Schlagzeug.
Im Jahr 2018 verließ Hurst das Unternehmen, um mit Andy Cousin Killing Eve zu gründen.
2019 kehrte Taylor zurück und Hannah Small wurde als neue Sängerin der Band rekrutiert, die Shows in Großbritannien und Irland spielte. Hannah verließ die Band dann 2020, um sich auf ihre Solomusik zu konzentrieren, und Anneka Latta trat der Band 2021 bei.
Mit der neuen Sängerin Anneka Latta hat die Band ein brandneues Studioalbum mit dem Titel „Light From The Dark“ geschrieben und aufgenommen, das im April 2023 veröffentlicht werden soll.

## Diskografie
- 1981 – Elementary (Look Records), als The Elements
- 1984 – Recollect (Red Rhino Records), EP
- 1984 – Burning Oil (Red Rhino Records)
- 1985 – Futile Combat (Red Rhino Records)
- 1986 – Ghosts (Red Rhino Records), Compilation
- 1994 – The Singles Plus 1983–1985 (Cherry Red Records), Compilation
- 2001 – Promised Land - The Best Of Skeletal Family (Cherry Red Records), Best of
- 2005 – Sakura (GePek Records)
- 2009 – Songs of Love, Hope & Despair (GePek Records)